# Ада (Оклахома)
Ада (англ. Ada) — місто (англ. city) в США, в окрузі Понтоток штату Оклахома. Населення — 16 481 особа (2020).

## Географія
Ада розташована за координатами 34°46′6″ пн. ш. 96°40′9″ зх. д. / 34.76833° пн. ш. 96.66917° зх. д. (34.768432, -96.669108).  За даними Бюро перепису населення США в 2010 році місто мало площу 51,22 км², з яких 51,07 км² — суходіл та 0,15 км² — водойми.

### Клімат
| Клімат : Ада            | Клімат : Ада | Клімат : Ада | Клімат : Ада | Клімат : Ада | Клімат : Ада | Клімат : Ада | Клімат : Ада | Клімат : Ада | Клімат : Ада | Клімат : Ада | Клімат : Ада | Клімат : Ада | Клімат : Ада |
| Показник                | Січ.         | Лют.         | Бер.         | Квіт.        | Трав.        | Черв.        | Лип.         | Серп.        | Вер.         | Жовт.        | Лист.        | Груд.        | Рік          |
| Абсолютний максимум, °C | 28,9         | 32,2         | 35,6         | 37,2         | 37,8         | 41,1         | 42,8         | 46,7         | 42,8         | 36,7         | 31,1         | 29,4         | 46,7         |
| Середній максимум, °C   | 10,6         | 13,3         | 18,3         | 23,9         | 26,7         | 31,7         | 34,4         | 34,4         | 30,6         | 24,4         | 17,8         | 12,2         | 23,3         |
| Середній мінімум, °C    | −1,1         | 1,1          | 5,0          | 10,0         | 15,0         | 19,4         | 21,7         | 21,1         | 17,2         | 11,1         | 4,4          | 0,6          | 10,6         |
| Абсолютний мінімум, °C  | −23,3        | −17,2        | −16,1        | −5           | 1,1          | 5,6          | 12,8         | 10,0         | 1,1          | −7,2         | −11,7        |              |              |
| Норма опадів, мм        | 53           | 53           | 69           | 102          | 150          | 112          | 71           | 81           | 86           | 91           | 61           | 58           | 986          |
| ----------------------- | ------------ | ------------ | ------------ | ------------ | ------------ | ------------ | ------------ | ------------ | ------------ | ------------ | ------------ | ------------ | ------------ |
| Джерело: Weatherbase    |              |              |              |              |              |              |              |              |              |              |              |              |              |

## Демографія
Згідно з переписом 2010 року, у місті мешкало 16 810 осіб у 6834 домогосподарствах у складі 3845 родин. Густота населення становила 328 осіб/км².  Було 7862 помешкання (153/км²).
Расовий склад населення:
| - 68,2 % — білих - 17,0 % — корінних американців - 4,2 % — чорних або афроамериканців - 1,2 % — азіатів - 0,1 % — вихідців з тихоокеанських островів - 1,8 % — осіб інших рас |

До двох чи більше рас належало 7,5 %. Частка іспаномовних становила 5,6 % від усіх жителів.
За віковим діапазоном населення розподілялося таким чином: 21,5 % — особи молодші 18 років, 64,0 % — особи у віці 18—64 років, 14,5 % — особи у віці 65 років та старші. Медіана віку мешканця становила 30,6 року. На 100 осіб жіночої статі у місті припадало 88,6 чоловіків;  на 100 жінок у віці від 18 років та старших — 85,5 чоловіків також старших 18 років.
Середній дохід на одне домашнє господарство  становив 47 088 доларів США (медіана — 35 330), а середній дохід на одну сім'ю — 61 752 долари (медіана — 50 524). Медіана доходів становила 33 515 доларів для чоловіків та 29 204 долари для жінок. За межею бідності перебувало 24,3 % осіб, у тому числі 32,3 % дітей у віці до 18 років та 10,3 % осіб у віці 65 років та старших.
Цивільне працевлаштоване населення становило 8135 осіб. Основні галузі зайнятості: освіта, охорона здоров'я та соціальна допомога — 32,5 %, роздрібна торгівля — 14,8 %, мистецтво, розваги та відпочинок — 9,9 %, виробництво — 8,3 %.